# Værgemål
For voksne er et værgemål, at personen får tildelt en værge, der handler på den pågældende persons vegne i de spørgsmål, som er omfattet af værgemålet. Nogle gange kan det ske, at personen får frataget sin retlige handleevne. Når personer bliver tildelt en værge, er det fordi de ikke selv er i stand til at tage vare på deres personlige eller økonomiske forhold. Et værgemål må ikke omfatte mere end "højst nødvendigt".
Mindreårige er under værgemål, hvis de ikke har indgået ægteskab.

## Betingelser
Hvis personen ikke selv søger om at få en værge, er der en række betingelser for, om personen kan få en værge. Ifølge Statsforvaltningen er disse:
- Personen skal have en sindssygdom (herunder svær demens), være psykisk udviklingshæmmet eller have anden form for alvorligt svækket helbred.
- Dette skal gøre, at den pågældende ikke kan træffe beslutninger.
- Personen skal have et aktuelt behov for en værge. Det er nemlig ikke alle, der opfylder ovennævnte betingelser, der har behov for en værge.